# Crush's Coaster
Crush's Coaster is een overdekte draaiende achtbaan in het Franse attractiepark Walt Disney Studios Park en staat in het themagebied Worlds of Pixar. De achtbaan werd geopend op 9 juni 2007 en is gebaseerd op de Amerikaanse animatiefilm Finding Nemo. Crush is een schildpad in de film die Marlin meeneemt op een snelle reis onder water. Deze attractie is hier enigszins op gebaseerd. De voertuigen hebben dan ook de vorm van een schildpad. Elke voertuig biedt plaats aan vier personen, die twee aan twee met de ruggen tegen elkaar aan zitten. De attractie bevindt zich een groot blauwkleurig gebouw met op de voorgevel een blauwe 5. Het exterieur verwijst naar een filmstudio.

## Geschiedenis
Op 11 januari 2005 werd een uitbreiding aangekondigd van het Walt Disney Studios Park onder de naam Toon Studio-project. Er was toen nog niets bekend over de achtbaan. Toen het park haar 15e verjaardag en al het gebeuren daaromheen aankondigde, werd bekendgemaakt dat er een achtbaan zou komen als uitbreiding van het gebied Animation Courtyard met het thema Finding Nemo. Daarmee werd Crush's Coaster de eerste attractie in Disneyland Paris die dit thema met zich mee zou krijgen. De attractie opende uiteindelijk op 9 juni 2007. Oorspronkelijk zou de achtbaan de naam Crush’s Turtle Twiste krijgen.
Met Halloween in 2010 werd het hele park omgebouwd naar een halloween-thema. Als gevolg hiervan werd ook Crush's Coaster omgebouwd, en kreeg de attractie de tijdelijke naam Crush's Coaster: Avis de Tempête (Nederlands: Crush's Coaster: Waarschuwing voor stormen).
Sinds 27 augustus 2021 valt Crush Coaster onder het nieuwe themagebied Worlds of Pixar.

### Wachtrij
In een poging om de lange wachttijden die de attractie kent te verminderen, heeft het park voor één week in juli 2008 onderzocht of het rendabel was om bij de attractie een FastPass-systeem te installeren. Uiteindelijk is er niet doorgegaan met dit systeem. De reden hiervoor is dat de rij hiermee niet veel korter zou worden, omdat te veel mensen een FastPass zouden nemen.
Op 25 december 2013 begon Disney met het testen van de single-riderswachtrij bij Crush's Coaster om zo de karretjes te laten vertrekken met volle capaciteit om de druk van de normale wachtrij af te nemen.

## Rit
Bezoekers betreden de attractie in een gedeelte dat gedecoreerd is naar de haven van Sydney. Aldaar worden de bezoekers door Crush uitgenodigd om op een schildpad te klimmen (de voertuigen) en met hem een reis te maken door de wereld van Finding Nemo. Zo staat er in het station twee animatronics van de zeemeeuwen die geregeld 'Mine' roepen.
Het eerste deel van de rit bestaat uit een 'duik' in de oceaan. Het betreft een darkride-gedeelte waarin de bezoekers langs het Great Barrier Reef gaan samen met Nemo en Squirt, twee personages uit de film. Vervolgens rijden zij naar een donkerder gedeelte van de attractie om daar een diepzeehengelvis te ontmoeten. Daarna leidt het karretje hen naar een gezonken onderzeeër te midden van een school kwallen, waarna ten slotte de haai Bruce te zien valt. In het eerste deel van de attractie is een hidden Mickey te vinden. Deze is te vinden in het decor met zeemijnen.
Het tweede deel van de attractie bestaat uit een achtbaan in het donker, die model staat voor de Oost-Australische Golfstroom. De rit eindigt met een terugkeer in de haven van Sydney, waarbij de bezoekers worden uitgewuifd door Crush en andere figuren uit de film Finding Nemo.

## Techniek
De attractie bevat enkele speciaal voor de attractie door Walt Disney Imagineering ontworpen technieken. Een daarvan is de projecties die worden gebruikt in de donkere gedeeltes van de darkride. Hiermee worden Nemo en Parel zodanig geprojecteerd dat het lijkt alsof ze zich onder water bevinden. Deze techniek is samen ontwikkeld met de technieken voor attracties voor Disney-parken in Amerika, te weten de Finding Nemo Submarine Voyage en The Seas with Nemo & Friends.
Crush's Coaster is de tweede draaiende achtbaan in de Disney-parken wereldwijd, en is de eerste samenwerking van Walt Disney Imagineering met de Duitse achtbaanbouwer Maurer Söhne.